# Зубово (Спаський район)
Зу́бово (рос. Зубово) — село складі Спаського району Пензенської області, Росія.
Населення — 148 осіб (2010; 177 у 2002).
Національний склад станом на 2002 рік:
- росіяни — 98 %